# عباس‌آباد علاقبند
عباس‌آباد علاقبند، روستایی از توابع بخش خاوران شهرستان ری در استان تهران ایران است.

## جمعیت
این روستا در دهستان خاوران غربی قرار دارد و براساس سرشماری مرکز آمار ایران در سال ۱۳۸۵، جمعیت آن ۱٬۸۸۶ نفر (۴۵۶خانوار) بوده‌است.